# ラスト サムライ
『ラスト サムライ』（原題: The Last Samurai）は、2003年のアメリカの叙事詩的時代劇アクション映画。エドワード・ズウィックが監督・共同製作し、ジョン・ローガン、マーシャル・ハースコヴィッツと共同で脚本を務めた。主演は共同製作のトム・クルーズで、渡辺謙、ティモシー・スポール、ビリー・コノリー、トニー・ゴールドウィン、真田広之、小雪、小山田真らが出演している。
トム・クルーズが演じるのは、第7騎兵連隊のアメリカ人大尉で、個人的・感情的な葛藤から、19世紀の日本で明治維新後に侍たちと接触することになる。この映画のプロットは、1877年の西郷隆盛による西南戦争と、外国勢力による日本の西洋化にヒントを得ているが、映画の中ではアメリカが西洋化を推し進めた主要な勢力として描かれている。また、戊辰戦争で榎本武揚と一緒に戦ったフランス人陸軍大尉のジュール・ブリュネや、常勝軍を結成して中国の西洋化に貢献したアメリカ人傭兵のフレデリック・タウンゼント・ウォードの話にも影響を受けている。
興行収入は4億5600万ドルで、公開当時、演技、脚本、監督、スコア、映像、衣装、メッセージなどが高く評価された。また、アカデミー賞4部門、ゴールデングローブ賞3部門、ナショナル・ボード・オブ・レビュー賞2部門など、数々の賞にノミネートされた。

## 概要
アメリカ映画ながら、日本を舞台に日本人と武士道を偏見なく描こうとした意欲作で、多数の日本人俳優が起用されたことも話題を呼ぶ。その中でも「勝元」役を演じた渡辺謙は、ゴールデングローブ賞助演男優賞、ならびに第76回アカデミー賞助演男優賞にノミネートされた（いずれも受賞には至らず）。
戦闘シーンの苛烈さや、一部に介錯シーンなどを含むため、アメリカ公開時はR指定（17歳未満の鑑賞は保護者同伴が必要）となっている（日本では全年齢指定）。トム・クルーズが演じる主人公ネイサン・オールグレンのモデルは、江戸幕府のフランス軍事顧問団として来日し、榎本武揚率いる旧幕府軍に参加して箱館戦争（戊辰戦争（1868年 - 1869年））を戦ったジュール・ブリュネである。
日本での興行収入は137億円、観客動員数は1,410万人と、2004年度の日本で公開された映画の興行成績では1位となった。一方、本国のアメリカでは2003年12月1日にプレミア上映されたのち、12月5日に2908館で公開され、週末興行成績で初登場1位になった。その後も最大で2938館で公開され、トップ10内に7週間いた。興行収入は1億ドルを突破し、2003年公開作品の中で20位。渡辺謙、小雪、真田広之などを含め、日本の俳優が海外に進出する1つの契機を築く作品となった。
公開時からの邦題は『ラスト サムライ』とスペースが入る表記だが、公開前の製作発表などでは『ラスト・サムライ』と中黒が入る表記が使用されていた。

## あらすじ
冒頭では、古事記の一節（イザナミとイザナギの神が天沼矛アメノヌボコで、日本の国土を生成したと信じている人々の住む国）を引用する形で、日本の国柄を紹介している。その長く深い伝統の空気を打ち破る幕末の近代化が始まり、建国以来の剣を信じる者と、新たな洋式鉄砲と軍隊に希望をかける者の思いに、日本という国は分断されていったのだった。
場所は変わって、南北戦争時代のアメリカ。北軍の士官として参軍したネイサン・オールグレン大尉（演：トム・クルーズ）は、南軍やインディアンと戦う。その戦争の渦中、バクリーの命令により関係の無い無抵抗なインディアンの部族に攻撃を仕掛け、老若男女関係なく無差別に殺し回った。命令とはいえ、良心の呵責に悩まされたオールグレンは悪夢に苦しむようになり、逃れるように軍を離れる。
除隊後、週給たったの25ドルでウィンチェスター社と契約し、戦争で活躍した英雄として同社の広告塔に奉り上げられる。だが、ロクな仕事もせずに酒浸りで自堕落な生活を送るオールグレンに、ウィンチェスター社員も呆れ果てていた。
そんな中、日本の実業家にして大臣の大村（演：原田眞人）はベンジャミン・バグリー大佐（演：トニー・ゴールドウィン）を介し、お雇い外国人として「戦場の英雄」を軍隊の教授職として雇いに来た。その頃の日本は明治維新が成り、近代国家建設のために急速な近代的軍備の増強が必須であった。大金のオファーに魅せられたオールグレンは、僚友ゼブロン・ガント軍曹（演：ビリー・コノリー）とともに日本に行き、軍隊の訓練を指揮する。
やがて、不平士族の領袖である勝元（演：渡辺謙）が鉄道を襲ったという報が入った。まだろくな訓練も出来ていないこの軍隊では闘えないと主張するも、やむなく出動するオールグレン。案の定、隊の練度は低く、サムライたちの勢いに呑まれた部隊はバラバラになり、ガントは落命、オールグレンも孤軍奮闘するが勝元らに捕えられる。しかし勝元は彼を殺さず、妹のたか（演：小雪）に手当てをさせる。オールグレンはまたも悪夢に苦しめられながらも次第に回復しはじめる。村を歩き回り、古きよき日本の人々の生活風景を目の当たりにしながら、木刀でチャンバラをやる飛源（演：池松壮亮）を見つける。剣術の真似事をはじめたオールグレンはサムライたちのリーダー格である氏尾（演：真田広之）に目を付けられ、手合わせをするが手も足も出ないまま完敗する。村の生活を送るにつれ、オールグレンは彼ら反乱軍＝サムライたちの精神世界に魅せられるようになる。そして勝元もまた、「敵を知るため」に生かしていたオールグレンにどこか不思議な魅力を感じ始めていた。
勝元の息子である信忠（演：小山田真）の村での生活を深めるにつれ、オールグレンは置いてあった着物を着て生活をはじめる。たかの子どもたちをはじめ、村の人々は急速に心を開いていく。だが、世話をしてくれる女性・たかだけはオールグレンを不信の目で見続けていた。彼女の夫・広太郎は戦場でオールグレンと戦い、殺されたからであった。だが、村の生活で村人たちに敬意を表し、自分から打ち解けていく様子を見ていくうちに、次第にたかは心を開き始める。やがてオールグレンはたかに広太郎を殺してしまったことを詫び、たかもそれを許すようになる。
訓練と談笑と生活の中でオールグレンは心の中に静けさを取り戻し、いつのまにか悪夢からも解放された。母国の戦場での体験から"神の意志"には疑問を持っていたが、サムライの村での生活には安らぎと神聖なものを感じ始める。またオールグレンは、氏尾との手合わせで、はじめて引き分けることができた。これを機に、オールグレンは氏尾や村の男たちからの信頼を急速に勝ち取る。
そんな中、村で祭りが行われ、ふだんは怖く厳しい村の首領・勝元が道化を演じる舞台がはじまる。皆の笑いでにこやかな雰囲気の中、そのスキを狙って大村が差し向けたとおぼしき刺客たちが密かに村に近づき襲撃してきた。オールグレンと勝元・村人は心をひとつにして襲撃者たちと戦い勝利する。ついにオールグレンは村人と味方になった。
やがて春を迎えて雪が溶け道が開いた頃、政府に呼び出されて勝元一行は東京へ出向く。疑いと警戒の目で一団の行進を見つめる大村。一行の中にオールグレンが居ることを見つけて、ほっと笑顔をもらす通訳・写真家・著述家のサイモン・グレアム（演：ティモシー・スポール）。東京でオールグレンが見たものは、すでに立派に訓練され、軍備も充実した政府軍の姿であった。
街に出たオールグレンは、銃を掲げ不遜な態度で振る舞う軍人が、信忠の剣を奪い、髷を切り落とす場面に出くわす。そんなオールグレンに、大村は刺客を差し向ける。一方、勝元は元老院に戻る。だが、刀を差したまま和装姿で現れた勝元に対し、大村は廃刀令にしたがって刀を捨てるよう迫る。勝元は判断を明治天皇（演：中村七之助）に仰ぐが、天皇は気の弱さから目をそむけてしまう。天皇はもちろん、元老院を牛耳る大村に誰も口を開かない事に落胆する勝元だが、それでも刀を捨てない彼は、東京で謹慎となり、大村からは自害を勧められる。
オールグレンは、大村の不平士族討伐軍の指揮官就任のオファーを断り、日本での職・役割を終わらせてアメリカへの帰還の準備をするが、大村の差し向けた刺客に襲われ、彼らを返り討ちにする。その後、信忠ら村の武士たちやグレアムと共に勝元を謹慎先から脱出させる。勝元一行は村へ帰還できたものの、殿を務めた信忠は警備兵に撃たれ、帰らぬ人となる。もはや、政府軍と勝元達反乱軍との対決は免れ得ないものとなった。
村に帰還したオールグレンは反乱軍の一員として、大村とバグリー大佐率いる政府軍に一矢報いる事を決めた。するとたかは戦う決意をしたオールグレンに亡き夫の鎧を着るよう促す。朱色の鎧を着て、武士たちとともに戦場に現れたオールグレンを見て驚くバグリーと大村だったが、勝元に降伏勧告を突き付ける。勝元はそれをはね除け、ついに全面対決となる。訓練された上に榴弾砲まで装備した政府軍だったが、思い上がった大村の命令が仇となり、勇敢な反乱軍の前に初戦で敗北する。
最後の騎馬による大突撃でオールグレンはバグリー大佐を討ち取ったが、騎馬隊は回転式機関銃ガトリング砲により阻止される。反乱軍はオールグレンと勝元を残し、氏尾をはじめ全員が戦死した。致命傷を負った勝元は、かつて「自分の命は（侍の魂である）刀が奪うのだ」と言っていたが、自ら切腹する体力がもはや残っていなかった為、信頼するオールグレンに力を貸して欲しいと頼み、オールグレンの背後に咲く桜を見ながら「すべてパーフェクトだ」という言葉を遺してオールグレンの協力のもと切腹により安らかに息を引き取った。こうして反乱軍はオールグレン1人を残し全滅した。
しかし、この闘いは決して無駄ではなかった。政府軍の兵士たちは勝元の死に様に涙して敬意を表し、跪いて頭を垂れたのである。維新以降、失われて久しかった「武士道精神」を、軍人たちが取り戻した瞬間であった。
そして生き残ったオールグレンは明治天皇に拝謁。そこで勝元の生きざまを語り、遺刀を渡した。受け取った天皇は勝元の刀と彼の教えを取り戻し、結んだばかりのアメリカとの契約を破棄した。全てを水の泡にされ激怒する大村だが、決意を新にした天皇に完全に説き伏せられた。
そして天皇はオールグレンに勝元の「死に様」を尋ねた。オールグレンは彼の「生き様」を話し、勝元の遺志を伝えた。それは日本が真に近代国家に生まれ変わるための、勝元からのメッセージであった。

## キャスト
- ネイサン・オールグレン - トム・クルーズ

元北軍の退役軍人。戦功名高いアメリカ陸軍大尉だったが南北戦争で虐殺に加担させられたことで荒み除隊、軍隊教授職の誘いを受けて来日する。射撃の腕前は除隊後も衰えておらず、サーベルを始めとした近接戦闘のセンスも高い。吉野の戦闘で負けて捕虜になるが日本のふれあいを通して武士道を学ぶ。
- 勝元盛次 - 渡辺謙

明治政府の、廃刀令をはじめとする急速な改革に反対しているが、天皇への忠義心は誰よりも強い男。サムライたちを束ねるリーダー。
- 氏尾 - 真田広之

勝元に次ぐサムライたちのリーダー格。
- たか - 小雪

盛次の妹。夫をネイサンに殺されたが、彼の世話を任せられる。
- 信忠 - 小山田真

勝元の息子。襲撃の際に命を落とす。
- サイモン・グレアム - ティモシー・スポール

通訳、写真家、著述家などの側面を持つ実業家。オールグレンの通訳を務める。
- ゼブロン・ガント軍曹 - ビリー・コノリー

オールグレンの僚友。
- 大村松江 - 原田眞人

日本の大臣。実業家でもある。正規の軍人ではなく農民だらけの軍隊の育成の契約をしに渡米した。
- 飛源 - 池松壮亮

たかの息子。父をネイサンに殺されるが、次第に彼と心を通わせていく。
- 明治天皇 - 中村七之助

大日本帝国天皇。まだ若年であり、かつて教えを受けた勝本らが近代化に取り残されていく現状に心を痛めている。
- ベンジャミン・バグリー - トニー・ゴールドウィン

米国陸軍大佐でオールグレンのかつての上司。大村の依頼を受けて帝国陸軍の指導役としてオールグレンを誘い入れるが、当のオールグレンからは虐殺を直接指揮した上官として嫌われている。
- 寡黙なサムライ（ポップ＝オヤジさん） - 福本清三

勝元の命を受けてオールグレンの見張りを務め、常に彼の側につく。政府軍との戦いでは銃撃からオールグレンを護って討死した。死の間際まで一言も喋らなかったため、オールグレンからは一方的に「ポップ」と愛称を付けられていた。
- 中尾 - 菅田俊
- 孫次郎 - 湊葵

たかの息子。
- 長谷川大将 - 伊川東吾
- スワンベック大使 - スコット・ウィルソン
- 政府軍指揮官 - 二階堂智
- 政府軍兵卒 - 松崎悠希
- 政府軍守衛 - 渡辺広
- 大村の側近 - ジョン・コヤマ
- ウィンチェスター宣伝員 - ウィリアム・アザートン、チャド・リンドバーグ
- 侍 - 尾崎英二郎、高良隆志、シェイン・コスギ、谷川とむ

## 日本語吹替
| 役名                       | 俳優                   | 日本語吹替                        | 日本語吹替                                            |
| 役名                       | 俳優                   | ソフト版                          | テレビ朝日版                                          |
| -------------------------- | ---------------------- | --------------------------------- | ----------------------------------------------------- |
| ネイサン・オールグレン大尉 | トム・クルーズ         | 森川智之                          | 森川智之                                              |
| 勝元盛次                   | 渡辺謙                 | 渡辺謙                            | 渡辺謙                                                |
| サイモン・グレアム         | ティモシー・スポール   | 中村育二                          | 富田耕生                                              |
| ゼブロン・ガント軍曹       | ビリー・コノリー       | 吉田鋼太郎                        | 佐々木敏                                              |
| ベンジャミン・バグリー大佐 | トニー・ゴールドウィン | 山路和弘                          | 金尾哲夫                                              |
| 信忠                       | 小山田真               | 浅野雅博                          | 坂詰貴之                                              |
| 大村松江                   | 原田眞人               | 原田眞人                          | 原田眞人                                              |
| 明治天皇                   | 中村七之助             | 中村七之助                        | 中村七之助                                            |
| ウィンチェスター宣伝員     | ウィリアム・アザートン | 山崎清介                          | 内田直哉                                              |
| スワンベック大使           | スコット・ウィルソン   | 螢雪次朗                          | 稲垣隆史                                              |
| その他                     | N/A                    |                                   | 大久保利洋 田代有紀                                   |
| 日本語版スタッフ           |                        |                                   |                                                       |
| 演出                       | 演出                   | 原田眞人                          | 伊達康将                                              |
| 翻訳                       | 翻訳                   | 佐藤恵子                          | 佐藤恵子                                              |
| 調整                       | 調整                   | 高久孝雄                          | 高久孝雄                                              |
| 効果                       | 効果                   |                                   | サウンドボックス                                      |
| 編集                       | 編集                   | オムニバス・ジャパン              |                                                       |
| 制作                       | 制作                   | ワーナー・ホーム・ビデオ 東北新社 | 東北新社                                              |
| 初回放送                   | 初回放送               |                                   | 2006年12月10日 『日曜洋画劇場』 21:00-23:39 (約132分) |

テレビ朝日版はHuluで視聴可能。

## 製作
物語のモデルとなった史実には、元政府の要人による叛乱という意味では、西郷隆盛らが明治新政府に対して蜂起した西南戦争（1877年）が該当するとされる。（以下参照）
共同で脚本担当もした監督は、アイヴァン・モリス『高貴なる敗北』の「第9章 西郷隆盛伝」に、影響を受けたことを表明しており「明治維新の実現に当初貢献しながらも、やがて新政府に反旗を翻した西郷隆盛の美しくも悲劇的な生涯が、我々の架空の物語の出発点となりました」と語っている。なおモリスは、三島由紀夫の友人で、三島作品の英訳者の一人。三島は『革命哲学としての陽明学』という評論の中で、西郷が死にいたるまで愛読していたのが大塩平八郎の書であったことを指摘し、その思想は脈々と波打ち、西郷の生涯で再び陽明学の不思議な反知性主義と行動主義によって貫かれたと論じている。モリスは序文で三島からの託された思いが強いと述べている。
新政府側では明治天皇の執政という形で「大村」なる日本陸軍強化のため西洋化を推し進めるという人物が登場するが、史実では大村益次郎が、明治新政府での兵制の近代化と日本陸軍の創設を主導しイメージが重なっている。ただし益次郎は、明治2年の暮れに関西で暗殺により没し、ストーリー上の題材と思われる西南戦争などの士族反乱の時代にはいない。
劇中、時代考証から外れた上に描写が誤った、漫画的な忍者軍団が登場する。これについては日本人スタッフが難色を示したものの、監督はじめアメリカ人スタッフの「間違っているのは解っているが、どうしてもニンジャを撮りたい」という要望でそのまま残っている。また劇中の侍の髷は全て中国の苦力風に仕立てられているが、これは結髪を米国の中国人スタッフが担当したためである。
主なロケ地は姫路市にある古刹、書寫山圓教寺。戦闘場面や村のシーンなどはニュージーランドで、街中のシーンはハリウッドのスタジオで撮影された。このほか、冒頭で10秒ほどであるが、長崎県佐世保市の九十九島の遠景が使われている。

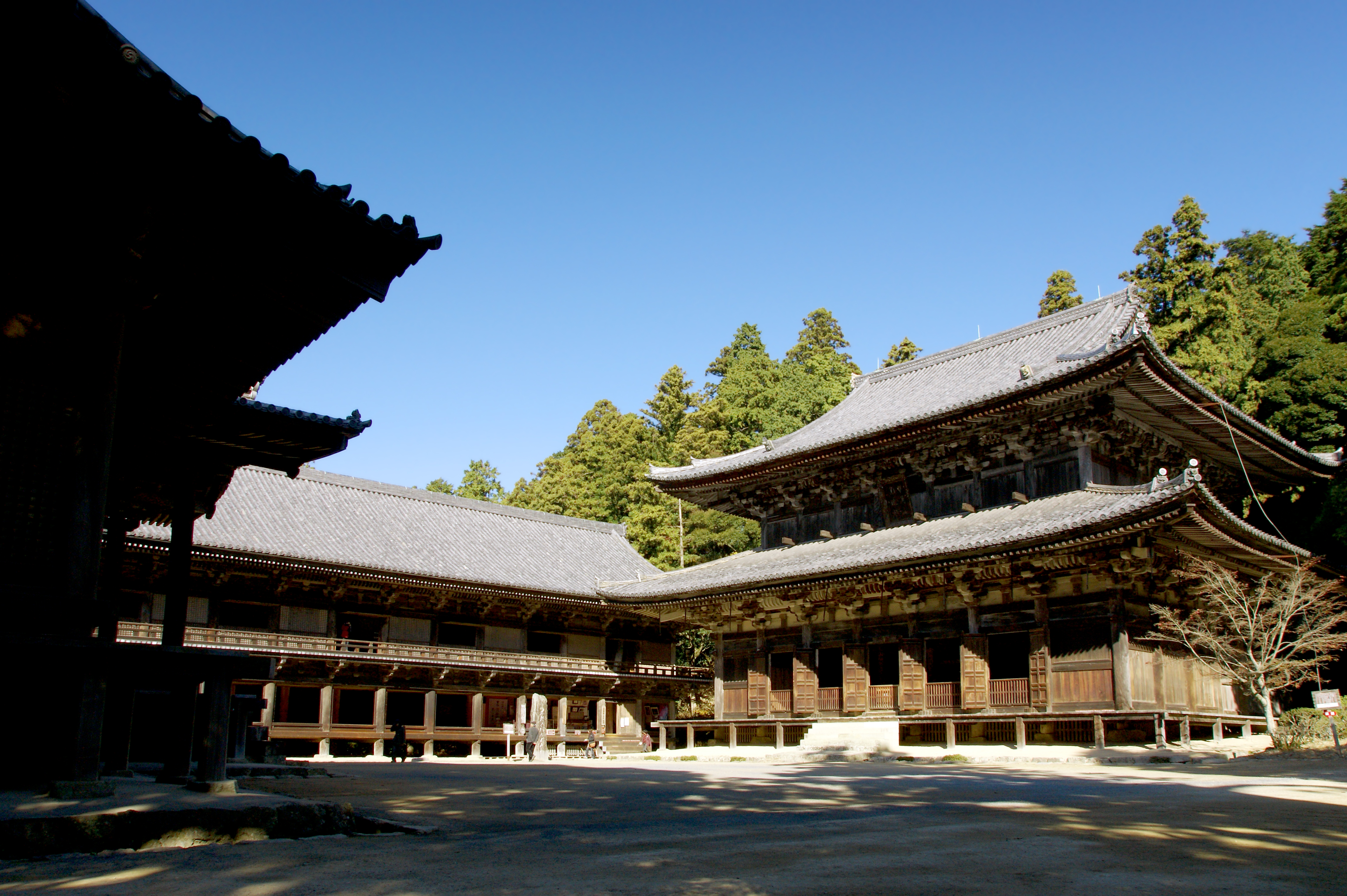
ロケ現場（書寫山圓教寺）

### 配役について
勝元役の選考に当たっては、渡辺謙以外に役所広司も有力候補であったという。本作品においては、勝元は英語も話せる立場である事がキーとなっている。オーディションが行なわれた時点では、渡辺謙は英語が満足に話せなかった。そのため渡辺は、オーディションに合格してから英会話を特訓した。その甲斐あって、現在では英会話に関しては通訳無しで意思疎通ができるレベルに到達し、それ以降の作品（『SAYURI』や『硫黄島からの手紙』、『インセプション』など）でも英語力を生かした演技をこなしている。なお、真田広之は撮影開始時点ですでに英語が話せた事を生かし、演出面で日本人から見ておかしく感じる部分が無いかといった微細な部分に関して、ほとんどの撮影現場に立会って意見を述べ、結果的にスーパーバイザー的役割もこなしており、英語の話せる原田眞人も同じく製作に協力した。最後の合戦シーンでは、JAC出身である真田広之の殺陣姿が大変に見事なものであったため、主役のトムよりも目立ってしまったとして、真田のシーンが大幅にカットされた。
勝元の息子・信忠役を演じた小山田真は、当時は俳優になるため留学生としてロサンゼルスに在住していたため、オーディションはロサンゼルスのキャスティングディレクターのビキー・トーマスのもとで受けている。英語が流暢すぎたため、信忠役が話す英語をもう少し日本語らしい英語にするようにと言われていた。また、アメリカで全米武術大会優勝経験がある事も決め手の一つとなった。渡米2年後、最初の劇場映画であり、ハリウッドデビュー作品となった。
里の武士たち・政府軍の兵士たちを務めるエキストラはすべて、オーディションで集められた日本人である。エキストラを務めた者の記すブログに拠れば、政府軍を演じたグループが別のシーンでは里の武士を演じる事もあったという。当初、製作陣はこれらエキストラの起用に関して、徴兵制を経て兵器の取り扱いに慣れている韓国人や、銃規制のゆるい環境で育った日系アメリカ人などを使うことを考えていたようだが、トム・クルーズらの反対によって、日本から500名ほどの若者がニュージーランドに集められ、軍隊さながらの練成教育が行なわれた。

### 登場する火器について
エドワード・ズウィック監督は1989年に南北戦争を題材とした『グローリー』を手掛けた事もあり、明治維新から西南戦争ごろまでの日本（1868年から1877年にかけて）を舞台とした本作でも、大日本帝國陸軍の軍装品やプロップガンの選定にはかなりのこだわりが見られ、欧米で入手可能なレプリカモデルや現存実銃の制約から一部に史実との違いがみられるものの、南北戦争や普墺戦争終結により大量の在庫が生じた事が要因となり、欧米の武器商人の手で幕末の日本に大量に持ち込まれた前装式のミニエー銃（マスケット銃）、そして欧米の後装式小銃を参考に村田経芳が日本独自のボルトアクションとして開発した村田銃へと変遷していく小銃史と、旧装備を佩用した旧時代の武士の軍勢が新式の装備の国民軍に善戦空しく敗れ去っていく陸戦史が共に比較的正確に描写されている。
- オールグレン達将校や下士官が用いる回転拳銃はコルトM1871/1872 オープントップ（英語版）、コルトM1873 シングルアクション・アーミー、S&W M3 スコフィールド（英語版）、レミントンM1858 ニュー・アーミー（英語版）など、黒色火薬リムファイア弾の拳銃が用いられている。ウェブリー・リボルバーや二十六年式拳銃などのセンターファイア弾（英語版）の中折れ式回転拳銃の登場は、この時代よりももう10年ほど後になってからである。
- 米国からお雇い外国人として草創期の帝國陸軍に関わった外国人騎兵達はウィンチェスターM1873を佩用している。実際に幕末期の日本に輸入されたレバーアクション（英語版）騎兵銃は、ヘンリー銃やシャープス銃、スペンサー銃、マルティニ・ヘンリー銃等であるが、ウインチェスター銃は戊辰戦争や西南戦争を描いた歴史ドラマでも幕府陸軍や不平士族側の銃としてしばしば登場し、米国の西部劇映画でもヘンリー銃などの代用として用いられる事が多かったものである。
- 草創期の帝國陸軍（官軍）の一般兵が用いる小銃は、実際に幕末期にスプリングフィールド銃やエンフィールド銃の名称で知られたスプリングフィールドM1861やエンフィールドM1853が用いられている。ミニエー銃に分類される両銃は西南戦争でも西郷軍側で用いられたものであるが、西南戦争で帝國陸軍が用いた後装式改造のスナイドル銃はレプリカを製造しているメーカーが存在しない為か、本作には登場しない。
- 作中後半でオールグレン達サムライの軍勢と対決する帝國陸軍兵（鎮台兵）はマウザーM1871や同銃の八連発式改良型のマウザーM1871/84[注 6]を装備している。史実では幕末の日本にはドライゼ銃[注 7]やシャスポー銃が輸入されており、西南戦争の3年後にグラース銃やボーモント銃を参考に村田経芳が開発した明治十三年式村田単發銃が登場し、後に連発式の明治二十二年式村田連發銃へと発展しているが、制作時点ではこれらのボルトアクション小銃のレプリカモデルを制作している銃器メーカーが存在せず、特に明治の帝國陸軍の象徴的な装備でもあった村田単發銃や村田連發銃は、今日でも日本はおろか有坂銃の維持保存活動が盛んな米国内ですら実銃の入手や実射が非常に難しい事から、比較的単発・連発双方の村田銃と外見や作動形式が近く、単発銃と口径がほぼ同じマウザーM1871やM1871/84が敢えてプロップガンとして選定されたものとみられる。
- 作中後半の帝國陸軍は重火砲としてM1841榴弾山砲（英語版）やガトリング砲を使用している。ガトリング砲は史実でも帝國陸軍が輸入しているが、明治初期の山砲は史実ではフランス製の四斤山砲である。

## 備考
- 氏尾に対し「侍の時代は終わった」と言い放つ西洋かぶれの男（竹内豊演）が斬られるシーンがあったが[10]カットされた[11]。